# Georgios Streit

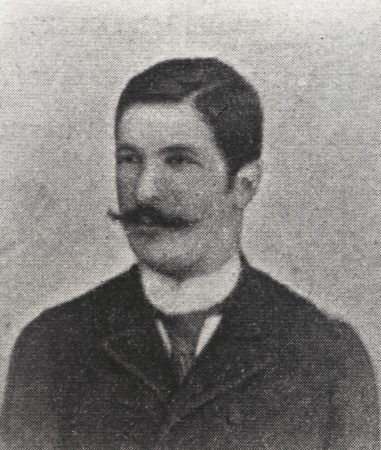
Georgios Streit

Georgios Streit auch: Georg von Streit (griechisch Γεώργιος Στρέιτ, * 25. September 1868 in Patras; † 1948) war griechischer Außenminister und 1931 der Präsident der Akademie von Athen.

## Leben
Streit war Nachfahre der fränkisch-sächsischen Adelsgeschlechter der Freiherrn von Streit und der von Wurmb. Sein Großvater Johannes Alexander Freiherr von Streit, geboren auf dem Rittergut Medewitzsch in Sachsen, begleitete den Wittelsbacher Prinzen Otto nach Griechenland. Dessen Sohn, der Jurist Stefanos Streit oder Stephan von Streit, machte Karriere an der National Bank of Greece, der er ab 1911 als Gouverneur vorstand. Georg von Streit besuchte von Ostern 1884 bis Ostern 1887 das Königliche Gymnasium in Leipzig, das er mit dem Reifezeugnis verließ. Anschließend studierte er in Leipzig, Berlin und Athen Jura. 1893 wurde er Dozent für internationales Recht an der Athener Akademie, 1898 wurde er zum Professor berufen. Gleichzeitig war er Berater des Außenministeriums und ab 1910 griechischer Botschafter in Wien.

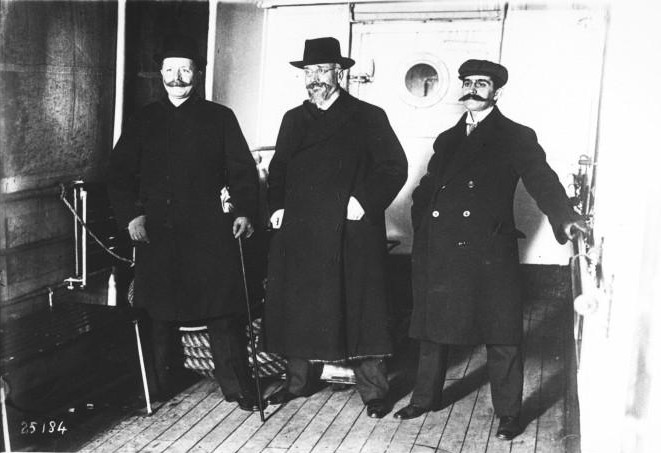
Streit (links) mit Eleftherios Venizelos und Nikolaos Politis, 1912

Im Januar 1914 wurde Streit für acht Monate Außenminister.
Er setzte sich gegen einen Kriegseintritt Griechenlands im Ersten Weltkrieg auf der Seite Englands ein, konnte ihn aber lediglich hinauszögern. Die Proklamation einer Neutralität hatte zur Folge, dass England sein Angebot, Zypern an Griechenland abzutreten, zurückzog, denn der spätere Kriegseintritt war nicht mehr von strategischer Bedeutung.
1920 legitimierte er seine Haltung damit, König Konstantin hätte zuvor nicht die notwendigen Vorbereitungen für einen Kriegseintritt getroffen, so dass er gezwungen war, eine „neutrale“ Haltung zu wahren. Es erscheint wahrscheinlich, dass sowohl  Königin Sophia von Griechenland, eine Schwester Kaiser Wilhelms, als auch Streit aufgrund seiner deutschen Herkunft Sympathien für das Deutsche Reich empfanden und deshalb gegen einen Kriegseintritt Griechenlands waren.
Ab 1929 war Streit Mitglied des internationalen Gerichtshofs in Den Haag.
Streit hat zahlreiche politische und juristische Schriften verfasst.

## Werke
- Der Fall Zappas, 1894 («υπόθεσις Ζάππα»)
- Einführung in das internationale Recht, 1895 («Περί ιδιωτικού διεθνούς δικαίου. Εισαγωγή»)
- Die Haltung der Großmächte zum internationalen Recht, 1898 («Η θέσις των μεγάλων δυνάμεων απο απόψεως διεθνούς δικαίου»)
- Über die Haltung der katholischen Kirche in Griechenland, 1905 («Περί θέσεως της Καθολικής Εκκλησίας εν Ελλάδι»)
- Internationales Privatrecht, 1906 («Σύστημα του ιδιωτικού διεθνούς δικαίου»)
- Die Haager Friedenskonferenz, 1908 («Η εν Χάγη συνδιάσκεψις της ειρήνης»)